# Kwas klofibrowy
Kwas klofibrowy – organiczny związek chemiczny z grupy kwasów karboksylowych zawierający resztę p-chlorofenolu. Jego estry (klofibrat, etofibrat i teofibrat) są stosowane jako leki do obniżania poziomu cholesterolu we krwi. 